# Pippa Wilson
Philippa Claire Wilson, detta Pippa (Southampton, 7 febbraio 1986), è una velista britannica.

## Palmarès

### Olimpiadi
- 1 medaglia:
  - 1 oro (Pechino 2008 nella classe Yngling)

### Mondiali
- 2 medaglie:
  - 2 ori (Cascais 2007 nella classe Yngling; Miami 2008 nella classe Yngling)

### Europei
- 1 medaglia:
  - 1 oro (Blanes 2008 nella classe Yngling)